# عبدالوهاب خان
عبدالوهاب خان (انگلیسی: Abdul Wahab Khan؛ ۱۸۹۸ – ۱۹۷۲) سیاست‌مدار اهل پاکستان بود. وی از سال ۱۹۵۵ تا ۱۹۵۸ رئیس مجلس ملی پاکستان بوده‌است.